# 今奉部与曾布
今奉部 与曾布（いままつりべ の よそふ、生没年不詳）は、奈良時代の防人の火長
下野国の人物。天平勝宝7年（755年）2月、防人として筑紫に派遣された際詠んだ歌が『万葉集』に1首入集。

## 歌
- 今日よりは　顧みなくて　大君の　醜の御楯と　出で立つ我は[2]